# Полет 865 на „Гаруда Индонезия“
Полет 865 на „Гаруда Индонезия“ е редовен международен пътнически полет от летище „Фукуока“, Фукуока, Япония, до международното летище „Сукарно – Хата“, Джакарта, Индонезия, с планирано междинно кацане на международното летище „Нгура Рай“, Денпасар, Бали, управляван от „Гаруда Индонезия“. На 13 юни 1996 г. самолетът „Макдонъл Дъглас DC-10-30“, който изпълнява полета, се разбива при излитане от писта 16 на летище „Фукуока“, което води до смъртта на 3 души от общо 260 пътници и 15 членове на екипажа на борда на машината.
По време на излитането двигател номер 3 се поврежда и екипажът опитва да прекрати кацането, но скоростта на самолета е твърде висока и той не успява да спре в границите на пистата. При забавянето си самолетът се плъзга през канавка, ограда и път, преди да спре на около 620 м от прага на пистата. Фюзелажът е силно повреден и се счупва на две, като двигателите се отделят от крилата. Избухва пожар в зоните между двете счупвания на корпуса, в който умират трима пътници.
Окончателният доклад от произшествието заключава, че пилотска грешка и неспособността на отделите за поддръжка и полетна експлоатация на авиокомпанията да координират правилно ситуацията, довеждат до инцидента.